# بيورغاوان
بيورغاوان (بالإنجليزية: Byureghavan)‏ هي municipality of Armenia تقع في أرمينيا في محافظة كوتايك. يقدر عدد سكانها بـ 8,400 نسمة ومساحتها 4 كم2 .